# معرض بيروت العربي الدولي للكتاب
معرِض بيرُوت العرَبِي الدُّوَلِي لِلكِتَاب هُو معرِض سنوِيّ دُولِيٌّ لِلكِتَاب العربي يُنظِّمُه ويشرُّف عليه النَّادِي الثَّقَافِي العَرَبِي بِالتَّعاوُن مع اِتِّحَاد النَّاشِرِين اللُّبنَانِيِّين على مدار 12 يوماً أواخر شهر تشرين الثاني حتى منتصف كانون الأوّل من كل عام، فِي مدِينة بيرُوت فِي الجُمهُورِيَّة اللُّبنَانِيَّة. ويعُد معرِض بيرُوت العرَبِي الدُّولِي لِلكِتَاب أَعرَق معارِضِ الكُتُب العرَبِيَّة؛ كونُهُ أَول معرِضٍ لِلكِتَاب فِي العالم العرَبِي.

## نشأَة المعرِض وتطوُّرِه
يهدف المعرض لتعزِيز الثَّقافة ورفع الشَّأن الثَّقافِي العام؛ ولقد تكوَّنت لجنة مُختصة مِن أَعضاء النَّادِي الثَّقَافِي العَرَبِي لإِقامته من أجل تعرِيف الزُّوَّار والوافِدِين إِلَى المنشُورات العرَبِيَّة فِي مُختلِف فُرُوعُ المعرفَة؛
وفِي يوم الاِثنين المُوافِق 23  أَبريل / نَيسان عام 1956 اِستَهل أَوَّل معرِض عربِي لِلكِتَاب فِي الشَّرق العربِي لِقاءهُ بِالجُمهُور فِي القاعة الغربِيَّة لِلجامِعة الأَمرِيكِيَّة فِي بيرُوت واِستمر لِمُدَّة ثلاثة أَيَّام. وكانَت النَّتائِج الَّتِي حقَّقها المعرِض الأَوَّل هذا دافعاً لِأَعضاء النَّادِي للمضيّ قُدُماً فِي إِقامة هذا المعرِض سنَوِيا وبِصُورة دائِمَة، لِيغدُو مع الزَّمن أَحد الرَّكائِز والمعالِم الثَّقَافِيَّة لِمدِينة بيرُوت ولُبنان والعالم العرَبِي.
في العام 1992 تغير اسم المعرض ليتحول من: «معرض بيروت العربي للكتاب» إلى «معرض بيروت العربي والدولي للكتاب»، كونه يعدّ «رائد المعارض العربية للكتاب»، ويحمل لقب «عميد المعارض العربية».

## انتقال وصعوبات
انتقل مكان المعرض في العام 1996 إلى ساحة الشهداء سعيًا إلى مساحة أرحب، ثم انتقل بعد ذلك إلى قاعة اكسبو في منطقة عين المريسة إلى العام 2003، أي من المعرض الحادي والأربعين إلى السابع والأربعين، إلى ان استقر أخيرًا وبدءًا من العام 2004 في قاعات المعارض في البيال (أي في الواجهة البحرية الجديدة لبيروت).
استمر المعرض بالانعقاد سنويّا منذ نشأته، على الرغم من الظروف الأمنية التي كان يشهدها لبنان بسبب الحرب الأهلية، العداون الإسرائيلي المتكرر على لبنان، ولم يتوقف طوال معظم تلك الفترة.
غير انه يمكن الإشارة إلى توقفه مؤقتًا مرتين:
- 2019 : بسبب حالة الغليان في البلد التي واكبت انطلاق ثورة 17 تشرين
- 2020 : بسبب الواقع الصحي الذي فرض نفسه بسبب جائحة كوفيد - 19، وانفجار مرفأ بيروت في 4 آب (أغسطس) 

وفي حديث صحافي توضح رئيسة نقابة اتحاد الناشرين في لبنان سميرة عاصي: 
«إن النقابة تحاول جاهدة إيجاد مكان أو صالة لإقامة المعرض، بعد أن هدمت الصالة المعتمدة بسبب انفجار المرفأ»

## اُنظُر أَيضاً
- معرِض كِتَاب.
- عاصِمة الثَّقافة العرَبِيَّة.
- عاصِمة الكِتاب العالَمِيَّة.

## وُصلات خارجيّة
- النَّادِي الثَّقَافِي العَرَبِي.

## مَراجع
1. ↑  "معرِض بيرُوت العَرَبِي الدُّولِي لِلكِتَاب "خمسُون عاماً"" © النَّادِي الثَّقَافِي العَرَبِي. نسخة محفوظة 15 أبريل 2018 على موقع واي باك مشين.
2. ↑  "النادي الثقافي العربي-". arabculturalclub.com. مؤرشف من الأصل في 2020-12-03. اطلع عليه بتاريخ 2021-03-09.
3. ↑  الشرق (22 نوفمبر 2023). ""معرض بيروت للكتاب"يحتفي بمئوية نزار قباني وذكرى سيد درويش". Asharq News. مؤرشف من الأصل في 2023-11-22. اطلع عليه بتاريخ 2023-11-24.
4. 1 2  "معرض بيروت للكتاب يغيب للعام الثاني على التوالي". اندبندنت عربية. 27 نوفمبر 2020. مؤرشف من الأصل في 2020-11-28. اطلع عليه بتاريخ 2021-03-09.